# Rue du Cimetière-Saint-Benoist
La rue du Cimetière-Saint-Benoist est une ancienne rue de Paris située dans l'actuel 5e arrondissement, non loin du bâtiment historique de la Sorbonne. La rue actuelle portant ce nom, légèrement décalée par rapport à l'ancienne, est une impasse faisant partie de l'ensemble des bâtiments du collège de France, non ouverte au public, à la limite du lycée Louis-le-Grand.

## Situation
Partant de la rue Saint-Jacques à l'ouest, elle se termine non loin de l'impasse Chartière qui part de la rue des Écoles. Elle est donc orientée ouest-nord-ouest-est-sud-est, orientation différente de celle de l'ancienne rue.
Elle est proche de la ligne ligne 10 du métro de Paris, station Maubert-Mutualité, et un peu plus éloignée de la ligne du B du RER, station Luxembourg.

## Dénominations successives
Vers 1300, il s'agit d'une ruelle qui s'appelle « rue de l'Oseroie » (forme archaïque pour « oseraie »), forme sous laquelle elle est mentionnée dans Le Dit des rues de Paris de Guillot de Paris. 
En 1532, elle est nommée « rue Breneuse » (c'est-à-dire « rue Sale »), et par la suite « rue des Poirées ».
Elle reçoit son nom actuel en 1615, devenant la voie d'accès au nouveau cimetière Saint-Benoît, récemment créé pour la paroisse Saint-Benoît-le-Bétourné.

## Historique

### Moyen Âge et époque moderne
Il s'agit d'une ruelle longue de 85 m, partant de la rue Saint-Jacques et rejoint en formant un coude la rue Fromentel (aujourd'hui disparue) située dans son prolongement,.
Le nouveau cimetière Saint-Benoit est créé au début du XVIIe siècle sur un emplacement qui a été détruit par le percement de la rue des Écoles (1856-1868).

### Époque contemporaine
En 1814, une ordonnance royale autorise la ville de Paris à ouvrir une rue rectiligne de 7 m de large à l'emplacement de la rue du Cimetière-Saint-Benoist et de la rue Fromentel. Ce projet n'est pas réalisé, mais la rue est tout de même élargie en 1820 et 1836.
En 1855, un décret ordonne l'élargissement de la rue du Cimetière-Saint-Benoist et son prolongement jusqu'à la rue des Carmes. Le projet n'est pas réalisé. 
Le 25 janvier 1883, l'État et la ville de Paris signent une convention relative à l'agrandissement du Collège de France qui prévoit la suppression de la rue du Cimetière-Saint-Benoist. Elle est déclassée par décret du 10 juillet 1908. Néanmoins, le nom est conservé pour désigner le passage créé à la limite du collège de France.

### La rue actuelle
La rue actuelle est située un peu au sud de l'ancienne et son orientation est différente,. 
Elle est aujourd'hui en impasse et totalement fermée à son entrée (rue Saint-Jacques) en raison de son intégration dans l'espace du Collège de France, constituant un accès réservé au le personnel et aux fournisseurs.

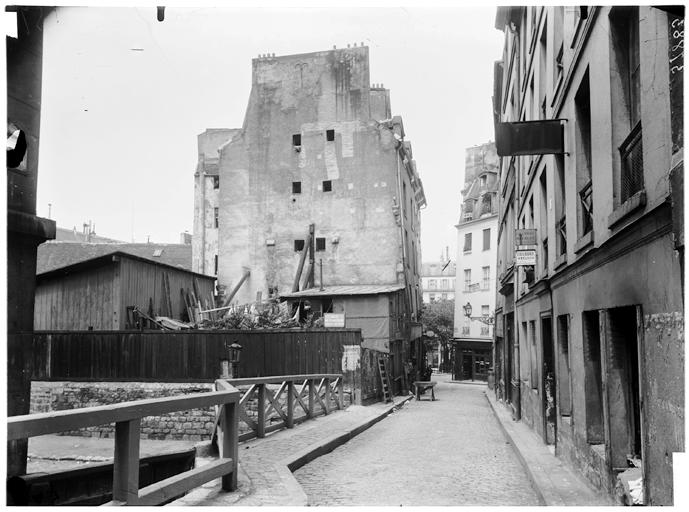
Démolition de l'ancienne rue du Cimetière-Saint-Benoist.

## Bâtiments remarquables et lieux de mémoire
Des vestiges des thermes de l'Est de Lutèce ont été retrouvés sous cette rue, ainsi que dans certaines parties du collège de France et du lycée Louis-le-Grand.
Cette rue est une sorte de tranchée bordant sur son côté gauche le collège de France et sur son côté droit le lycée Louis-le-Grand.